# بين أوكونور
بين أوكونور (بالإنجليزية: Ben O'Connor)‏ هو دراج أسترالي، ولد في 25 نوفمبر 1995 في سوبياكو ‏ في أستراليا.

## وصلات خارجية
- بين أوكونور على موقع الاتحاد الدولي للدراجات (الإنجليزية)
- بين أوكونور على موقع أرشيف الدراجات (الإنجليزية)
- بين أوكونور على موقع إحصائيات الدراجات الإحترافية (الإنجليزية)
- بين أوكونور على موقع نسبة الدراجات (الإنجليزية)
- بين أوكونور على موقع CycleBase (الإنجليزية)